# جون إل. بولوك
جون إل. بولوك (بالإنجليزية: John L. Pollock)‏ هو فيلسوف أمريكي، ولد في 28 يناير 1940، وتوفي في 29 سبتمبر 2009.